# PQ-7
PQ-7 — арктический конвой времён Второй мировой войны.
PQ-7 был отправлен в СССР от берегов Исландии со стратегическими грузами и военной техникой из США, Канады и Великобритании. Конвой состоял из двух частей: PQ-7а отплыл из Хвалфьордур (Исландия) 26 декабря 1941 года и прибыл в Мурманск 12 января 1942 года. PQ-7b отплыл из Исландии 31 декабря 1941 года и прибыл в Мурманск 11 января 1942 года.
PQ-7а состоял из двух торговых судов: панамского SS Cold Harbor и британского SS Waziristan, в сопровождении двух вооруженных траулеров. SS Waziristan был потоплен немецкой подводной лодкой U-134 2 января 1942 года.
PQ-7b состоял из девяти торговых судов под эскортом 2 эсминцев и двух вооруженных траулеров. Конвой достиг своего места назначения в полном составе.